# Синтеза протеина
Синтеза протеина је процес којим ћелија гради протеине. Понекад се термин употребљава када се говори о транслацији, али је пракса да се употребом термина мисли на свеукупни процес стварања протеина, који почиње транскрипцијом, а завршава се транслацијом. Синтеза протеина је у генералном смислу иста код прокариота и еукариота, међутим фундаменталне разлике постоје.

## Транскрипција
Главни чланак: Транскрипција
Приликом транскрипције потребан је само један од два ланца који чине ДНК молекул. Тај ланац који бива коришћен приликом транскрипције служи као муштра или калуп за синтезу комплементарног ланца. Транскрипција почиње процесом иницијације. Ензим РНК полимераза се везује на одређени регион ДНК молекула, и тај регион служи као стартна позиција транскрипцији. Регион на који се везује ензима РНК полимераза се назива промотер. Док се ензим везује на промотер, два спирално увијена полинуклеотидна ланца ДНК молекула се раздвајају. Фаза која следи након спајања РНК полимеразе и промотера, иницијација, је елонгација. Ензим РНК полимераза се креће дуж ланца ДНК молекула који се користи као калуп, и притом синтетише рибонуклеотидни полимер.
Када РНК полимераза дође до терминационе фазе, модификације новонасталог ланца су неопходне. Додавањем 'капе' на 5. крај ланца информационе РНК, молекул се заштићује од деградације. Полинуклеотидни ланац који се састоји од база аденина, поли-А реп, се надограђује на 3. крај новонасталог ланца, ради стабилизације молекула.

## Транслација
Главни чланак: Транслација
Током транслације, информативна РНК се преводи на нови 'језик' помоћу којег је синтеза протеина могућа. Ово 'превођење' се одвија у ћелијским структурама рибозомима.
Рибозоми имају специјалне РНК молекуле, зване транспортне РНК, који се везују за информативне РНК молекуле који на себи носе 'поруку', односно генетичка упутства за синтезу протеина. Везивање коректне транспортне РНК на информативну РНК је могуће присуством антикодона који је неодвојиви део т-РНК. Тако да коректна т-РНК, хемијски везана за одређену аминокиселину пролази кроз рибозом и додаје се растућем новонасталом полипептиду.